# Alsterdorf
Alsterdorf (pronunciación alemanaⓘ) es un barrio en el distrito Hamburg-Nord de Hamburgo, Alemania. El nombre deriva del río Alster y sus lagos artificiales Außenalster y Binnenalster en el centro de Hamburgo. En el 2020 la población era de 15.227.

## Historia
Alrededor de 1803, el asentamiento pasó a ser propiedad de Hamburgo.

## Geografía
En el 2006, según la oficina de estadística de Hamburgo y Schleswig-Holstein, el barrio Alsterdorf tiene una superficie total de 3,1 km2 (1 milla cuadrada). El río Alster, que fluye de noreste a suroeste, es la frontera con el barrio de Groß Borstel en el oeste. En el sur, Alsterdorf limita con el barrio de Winterhude. En el este está el barrio de Ohlsdorf.
Partes del gran cementerio de Ohlsdorf (Ohlsdorfer Friedhof (en alemán)) pertenecen al barrio Alsterdorf.

## Demografía
En el 2006 había 12.955 personas viviendo en Alsterdorf. La densidad de población era de 4.232 hab./km2 (10.961/milla cuadrada). El 14,2% eran niños menores de 18 años y el 20,2% tenían 65 años o más. El 11,6% eran extranjeros residentes. 467 personas se registraron como desempleadas.
En 1999 había 6.508 hogares, de los cuales el 15,3% tenía hijos menores de 18 años viviendo con ellos y el 54,4% del total de hogares estaba formado por personas. El tamaño medio del hogar era de 1,77.

### Población por año
| 1987   | 1988   | 1989   | 1990   | 1991   | 1992   | 1993   | 1994   | 1995   | 1996   | 1997   | 1998   | 1999   |
| 12,455 | 12,487 | 12,551 | 12,563 | 12,520 | 12,449 | 12,622 | 12,577 | 12,476 | 12,209 | 12,027 | 11,847 | 11,827 |

| 2000   | 2001   | 2002   | 2003   | 2004   | 2005   | 2006   |
| 12,180 | 12,379 | 12,480 | 12,723 | 12,825 | 12,872 | 12,955 |

## Justicia, educación y sistema médico
En 2006 hubo 1.283 infracciones penales (99 delitos por cada 1.000 habitantes).
Había 1 escuela primaria y 2 escuelas secundarias en el barrio Alsterdorf y 30 médicos en práctica privada y 5 farmacias.

## Entretenimiento
Hasta la inauguración del O2 World Hamburg en el 2002, el Alsterdorfer Sporthalle era el recinto deportivo cubierto más grande de Hamburgo y también servía como sala para conciertos, ferias comerciales y otros.

## Transporte
Alsterdorf cuenta con el servicio del sistema de tránsito rápido del ferrocarril subterráneo. Según el Departamento de Vehículos Motorizados (Kraftfahrt-Bundesamt), en el trimestre se matricularon 4.847 coches particulares (377 coches/1000 personas).